# Protoplanet

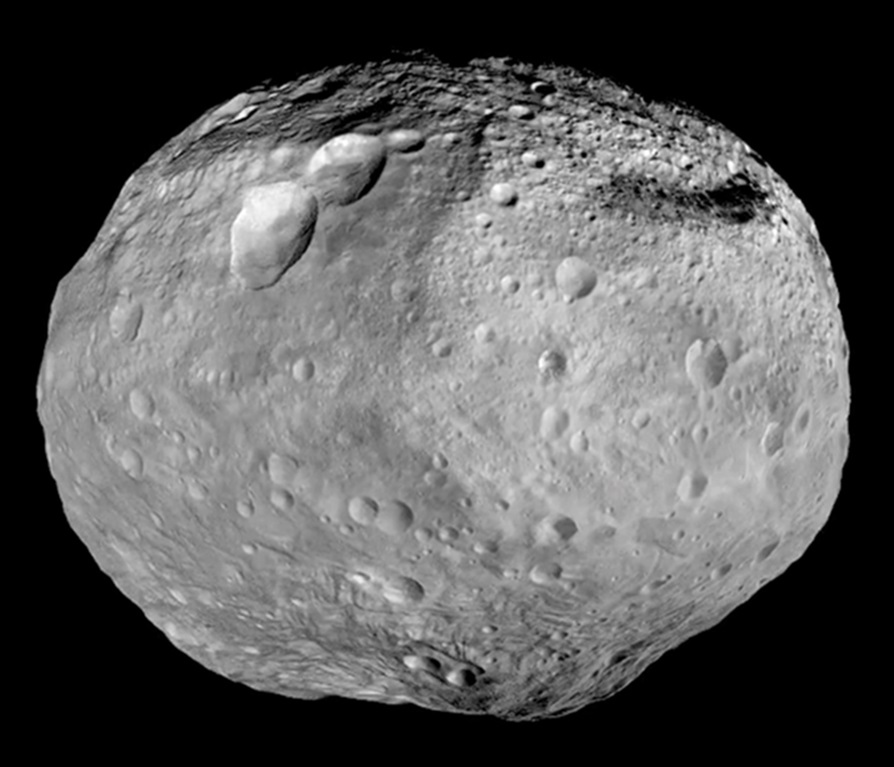
(4) Vesta, ein Protoplanet im Sonnensystem

Protoplanet [zu griech. prõtos „erster“] ist die Bezeichnung für den Vorläufer eines Planeten nach der verbreitetsten Theorie. Es ist nach den Planetesimalen das zweite Entwicklungsstadium von Planeten. Protoplaneten kommen schon in der Kantschen als auch in der Laplace-Theorie vor, den ersten Hypothesen zur Entstehung des Sonnensystems.

## Entwicklung
Als sich die Hauptmasse des Sonnennebels zu einem Protostern verdichtete, formten die im Umkreis verbliebenen Gas- und Staubteilchen eine zirkumsolare Akkretionsscheibe. In dieser protoplanetaren Scheibe haben sich Staubteilchen durch Akkretion bzw. durch Verkleben aufgrund der Adhäsions- und Kohäsionskraft zu maximal etwa kilometergroßen Planetesimalen geballt. Diese vereinten sich durch ihre Gravitation zu größeren Materieverdichtungen, den ersten Protoplaneten, welche die Größe von Zwergplaneten erlangen konnten. Sie waren bereits genügend massereich, um durch ein hydrostatisches Gleichgewicht eine annähernde Kugelform zu erlangen und durch Differentiation ihres Inneren einen Schalenaufbau auszubilden.
Das weitere Wachstum über die Größe des Mondes hinaus zu der von ausgewachsenen Planeten war allein durch die Gravitation nicht möglich, sondern kam durch Kollisionen auf sich kreuzenden Umlaufbahnen zustande, die auch zu Zertrümmerungen führten.

## Beispiele
Nach der verbreitetsten Theorie zur Entstehung des Erdmondes kollidierte ein Protoplanet in der Größe des Mars (Theia genannt) mit der Protoerde, was zur heutigen Masse der Erde und zugleich zur Bildung des Mondes führte.
Der Asteroid Vesta im inneren Asteroidengürtel ist ein Protoplanet, der sich nicht zu einem Planeten weiterentwickelt hat. Auch Pallas gilt als übrig gebliebener Protoplanet.
In einem anderen Sonnensystems wurde 2011 mit dem Objekt LKCa 15b ein extrasolarer Protoplanet im Sternbild Stier entdeckt.